# Râul Rădăuți
Râul Rădăuți este un curs de apă, afluent al râului Prut. Este un curs de apă nepermanent, fiind în general sec în perioadele de vară. Acesta întâlnește râul Prut în comuna Rădăuți-Prut.

## Hărți
- Harta județului Botoșani